# Tekniska förklaringar och anvisningar till mätningskungörelsen
Tekniska förklaringar och anvisningar till mätningskungörelsen, TFA, var en i Sverige tidigare rådgivande skrift till den juridiskt bindande  mätningskungörelsen(1974:339), utgiven av Lantmäteriverket, för hur mätning med instrument på marken, geodetisk mätning, mätning ur flygbilder, fotogrammetrisk mätning och framställning av kartor med mera skulle genomföras.

## TFA och Handbok till mätningskungörelsen
Tekniska förklaringar och anvisningar till mätningskungörelsen ersattes efter ett tag av Handbok till mätningskungörelsen, HMK, som nu successivt ersätts av en webbtjänst med namnet Handbok i mät- och kartfrågor, även den förkortad HMK, på Lantmäteriets webbplats. Mätningskungörelsen utgör den författningsmässiga grunden för dokumentserien.

## Innehåll

### Allmänt om TFA
Första kapitlet i TFA tar upp tillämpningen av mätningskungörelsen i allmänna ordalag. Här tas också upp hur man bör lägga upp och genomföra systeminförande, om man skall upprätta ett kartverk och hur man bör gå tillväga med mätningsverksamheten, allmänna definitioner, vad man skall tänka på när man väljer koordinatsystem, vilket geodetiskt referenssystem som skall användas, kartprojektioner mm som har med karteringen att göra. En genomgång av giltiga mätklasser görs och vad de innebär, samt hur man bör numrera mätta punkter efter en plan för punktnumrering och upprätta register av dessa. Sist kommer en genomgång av vissa skyddsföreskrifter som råder.

### Geodetisk mätning
Andra kapitlet av TFA redogör i detalj om hur geodetisk mätning skall gå till. Här redovisas hur geodetisk planmätning och geodetisk höjdmätning bör utföras samt hur dokumentation av densamma skall göras.

### Fotogrammetrisk mätning
TFA tar i sitt tredje kapitel upp metoder för fotogrammetrisk mätning. Här finns redovisat hur man planerar (ritar stråkplaner och planerar signalstöd), flygfotograferar och hur man arbetar med flygbilder. Ett avsnitt tar också upp markfotogrammetrifrågor.

### Kartas upprättande
Fjärde kapitlet i TFA beskriver noggrant hur man karterar storskaliga kartor. Här tas upp kartans rättsliga betydelse, hur man väljer skala beroende på vad man skall mäta och kartera, hur man upprättar ett kartverk med avseende på bladindelning och format på kartorna. Även materiel och utförande i karteringen berörs med tanke på arkivvärdigheten och mätnoggrannheten. 

#### Karttyper som TFA behandlar
- Primärkarta
- Baskarta
- Grundkarta
- Förrättningskarta
- Nybyggnadskarta
- Tomtindelningskarta
- Expropriationskarta
- Underlagskartor för administrativa beslut

### Vissa åtgärder på marken mm
Detta avsnitt handlar väsentligen om hur man beter sig för att beträda mark och hur man utför utstakning, utsättning och utmärkning av exempelvis gräns. Kapitlet hanterar även hur man återställer gränsmarkering och borttagande av markering.

### Övrigt
Det sjätte och sista kapitlet hanterar diverse frågor som inte tas upp i övriga kapitel. Här kommer frågor kring Byggnadsnämnden, dokumentation, behörighet, arkivering mm. Hur man håller sina mätinstrument i trim. En sektion i kapitlet omfattar geodetiska instrument, fotogrammetriska instrument, karteringsinstrument och areabestämningsinstrument. En sektion berör dokumentation av mätning, hur man upprättar punktbeskrivningar och hur redovisning och arkivering skall gå till. Användning av äldre kartor och vad man behöver tänka på i de fallen berörs. En viktig del i kapitlet är hur kontroll av produktionen skall gå till, vem som har ansvar för vad med mera. Kapitlet har även en sektion som hanterar kartskador och kartlagning.
I kapitlet finns även frågor om behörighet och ansvar, sekretess, tillsyn, exempelvis omfattningen av tillsyn och former för dess utövande, Byggnadsnämnderna och mätningsverksamheten och hur man hanterar besvär.

### Fotnoter
1. ↑  ”HMK”. Lantmäteriet. Arkiverad från originalet den 18 april 2013. https://archive.is/20130418112133/http://www.lantmateriet.se/Om-Lantmateriet/Samverkan-med-andra/Handbok-i-mat--och-kartfragor-HMK/HMK/.